# زندگی زیباست (فیلم ۲۰۰۰)
«زندگی زیباست» (انگلیسی: Life Is Beautiful (2000 film)) یک فیلم است که در سال ۲۰۰۰ منتشر شد.